# سنترال سیتی (نیواورلئان)
سنترال سیتی (به انگلیسی: Central City) یک منطقهٔ مسکونی در ایالات متحده آمریکا است که در لوئیزیانا واقع شده‌است. سنترال سیتی ۶٬۴۱۷ نفر جمعیت دارد.